# Ylinen Aptasjärvi
Ylinen Aptasjärvi är en sjö i Kiruna kommun i Lappland och ingår i Torneälvens huvudavrinningsområde. Sjön har en area på 0,742 kvadratkilometer och ligger 472 meter över havet. Ylinen Aptasjärvi ligger i Rautas fjällurskog Natura 2000-område. Sjön avvattnas av vattendraget Siikajoki.

## Delavrinningsområde
Ylinen Aptasjärvi ingår i det delavrinningsområde (752848-169255) som SMHI kallar för Utloppet av Ylinen Aptasjärvi. Medelhöjden är 496 meter över havet och ytan är 6,35 kvadratkilometer. Det finns inga avrinningsområden uppströms utan avrinningsområdet är högsta punkten. Siikajoki som avvattnar avrinningsområdet har biflödesordning 2, vilket innebär att vattnet flödar genom totalt 2 vattendrag innan det når havet efter 378 kilometer. Avrinningsområdet består mestadels av skog (62 procent) och sankmarker (25 procent). Avrinningsområdet har 0,82 kvadratkilometer vattenytor vilket ger det en sjöprocent på 12,9 procent.